# Mariah Larsson
För andra betydelser, se Maria Larsson.
Mariah Larsson, född 1972, är en svensk forskare i filmvetenskap. Hon är sedan 2016 anställd som professor vid Linnéuniversitetet. Fokuset i hennes forskning är på sexuella uttryck, inklusive omkring porrfilmens historia, relaterad lagstiftning och genus.

## Biografi

### Bakgrund och akademisk karriär
2006 disputerade Mariah Larsson i filmvetenskap vid Lunds universitet, efter studier som inletts vid lärosätet 1999. Det skedde via en avhandling om Mai Zetterlings filmskapande och det svenska 1960-talet. 
Mellan 2008 och 2018 arbetade Larsson på det dåvarande Malmö högskola (dagens Malmö universitet) som postdoktor och senare som föreläsare. Mellan 2012 och 2015 var hon som forskare kopplad till avdelningen för mediestudier vid Stockholms universitet. 2016 blev hon anställd vid Linnéuniversitet, där hon undervisar i filmvetenskap på olika nivåer – på senare år mestadels på kandidat- och magisternivå. Hon verkar på universitetets institution för film och litteratur, en del av fakulteten för konst och humaniora.
Även senare har Mariah Larsson bidragit med gästföreläsningar vid olika lärosäten. 2021 drabbades en gästföreläsning vid Malmö universitet runt sexuella stereotyper av kritik gällande rasism, något som hon kommenterade med att hon i sin verksamhet behöver förmedla kunskap – inte skydda studenterna från obehag. Den efterföljande debatten handlade bland annat om fenomen som språkpoliser och härskartekniker i lärosalen.

### Forskning
Larssons forskning har i första hand berört mötet mellan film och sexualitet. Detta inbegriper den pornografiska filmens historia men även frågor runt filmcensur och lagstiftning kring osedlighet, genus och populärkultur samt film inom och utom Sverige. Hon har i ett samarbete mellan universitetet och Karolinska institutet arbetat med filmarkivet Face of AIDS samt fortsatt sina studier av Mai Zetterling, bland annat i framlyftandet av Zetterlings etnografiska skildringar av manliga arketyper.
Under första halvan av 2020-talet har Larsson verkat inom ett projekt med titeln "God pornografi till folket: Sexuell välfärd, Fräcka fredag och den svenska porrdiskursen på det sena 1980-talet". Detta projekt, finansierat av Vetenskapsrådet, syftade till att undersöka hur den "goda" pornografin och samtalet kring pornografi utvecklades i de svenska medierna och offentliga samtalet i slutet av 1980-talet. Utgångspunkten för studierna var TV-programmet Fräcka fredag som sändes på SVT under våren 1988.
Mariah Larssons fokus vad gäller pornografi är ofta kring den pornografiska genombrotts- och "guldåldern" på 1960- och 1970-talen, då en liberal våg medförde stora förändringar i de kulturella uttrycken. Hon menar att "porrvågen" på 1970-talet, i kombination med kvinnorörelsen, bidrog till att skapa en viktig debatt omkring inte minst kvinnors sexualitet och jämställdhet mellan män och kvinnor. Detta har enligt henne i sin tur resulterat i många av de politiska förändringar i samhället som lett till en ökad jämställdhet mellan könen.

### Författarskap
Bland Mariah Larssons publikationer finns utöver hennes doktorsavhandling ytterligare två böcker med koppling till Mai Zetterling. 2019/2020 publicerades A Cinema of Obsession, en monografi på engelska utgiven vid University of Wisconsin Press. 2022 presenterades hennes och hennes medförfattare Izrael Morenos och Victoria Cabrera Escobars Cine y obsesión, utgiven på spanska av Osífragos och producerad inom lärosätet Faculdad de Cine i Mexiko.
Den pornografiska filmen, och dess sidofrågor, har varit i fokus under en stor del av Mariah Larssons forskarkarriär. 2017 publicerade det brittiska förlaget Intellect hennes engelskspråkiga The Swedish Porn Scene : Exhibition Contexts, 8mm Pornography and the Sex Film. I boken studerade hon närmare hur den pornografiska utvecklingen under 1960- och 1970-talen innefattade oväntat komplexa frågor runt genrer och distributionsformat, problematiken kring skyltning (av obscent material) och en könad syn på sexualiteten i kulturen. Även filmcensur, pornografins faktiska innehåll och ideologi, liksom den landsöverskridande distributionen tilldrog hennes intresse.
2021 senare kom Såra tukt och sedlighet, med undertiteln Hundra år av pornografi i Sverige. Denna historiska översikt, som hon skrev i samarbete med Klara Arnberg, Tommy Gustafsson och Elisabet Björklund (de två sistnämnda filmvetare vid Linnéuniversitetet), kom ut 100 år efter ett uppmärksammat anhållande just för "sårande av tukt och sedlighet" enligt den tidens svenska sedlighetslagstiftning. Boken utkom även 50 år efter avskaffandet av denna svenska lag, något som legaliserade pornografin i Sverige under en tid då motsvarande liberalisering skedde i en mängd andra länder. Boken har fokus på pornografins dåtid (i likhet med den samma höst utgivna Frigjorda tider), och vissa recensenter har saknat en belysning av dagens situation.
Larssons texter har även synts i olika vetenskapliga tidskrifter. 2019 publicerades artikeln "The Swedish Porn Debate 2013–18" i Journal of Scandinavian Cinema, två år senare hennes och Robin Björkas' text "Sex Dolls in the Swedish Media Discourse: Intimacy, Sexuality, and Technology" i Sexuality & Culture. 2022 trycktes artikeln "The pre-digital in the digital: Private’s online back catalogue" i Porn Studies, en text som studerar en pornografisk pionjärs försök att göra sig relevant i en era av lätt tillgänglig internetpornografi.